# Station Fougeray - Langon
Station Fougeray - Langon is een spoorweghalte in de Franse gemeente Langon. Zij wordt bediend door treinen van het netwerk TER Bretagne op het traject Rennes - Redon.